# Xeniidae
Xeniidae es una familia de corales marinos que pertenecen al orden Alcyonacea, dentro de la clase Anthozoa. 
Enmarcados comúnmente entre los corales blandos, ya que carecen de esqueleto, como los corales duros del orden Scleractinia, por lo que no son corales hermatípicos. Las especies de esta familia son simbióticas y  poseen zooxantelas. 
Forman pequeñas colonias, o grandes agrupaciones de colonias individuales, de pólipos, unidos por una masa carnosa de cenénquima, o tejido común generado por ellos, que en muchos casos es incrustante, colonizando rocas, conchas y otros corales. Para darle consistencia, al carecer de esqueleto, su tejido contiene espículas de calcita dispuestas en grupos. 
Varios géneros de esta familia, como Anthelia, Xenia o Heteroxenia, tienen la habilidad de hacer pulsar sus pólipos ritmicamente, lo que es una excepción entre los corales.

## Géneros
El Registro Mundial de Especies Marinas acepta los siguientes géneros en la familia:
- Anthelia. Lamarck, 1816
- Asterospicularia. Utinomi, 1951
- Bayerxenia. Alderslade, 2001
- Ceratocaulon. Jungersen, 1892
- Cespitularia. Milne-Edwards & Haime, 1850
- Efflatounaria. Gohar, 1939
- Fasciclia. Janes, 2008
- Funginus. Tixier-Durivault, 1987
- Heteroxenia. Koelliker, 1874
- Ingotia. Alderslade, 2001
- Ixion. Alderslade, 2001
- Orangaslia. Alderslade, 2001
- Ovabunda. Alderslade, 2001
- Sansibia. Alderslade, 2000
- Sarcothelia. Verrill, 1928
- Sympodium. Ehrenberg, 1834
- Xenia. Lamarck, 1816

## Galería

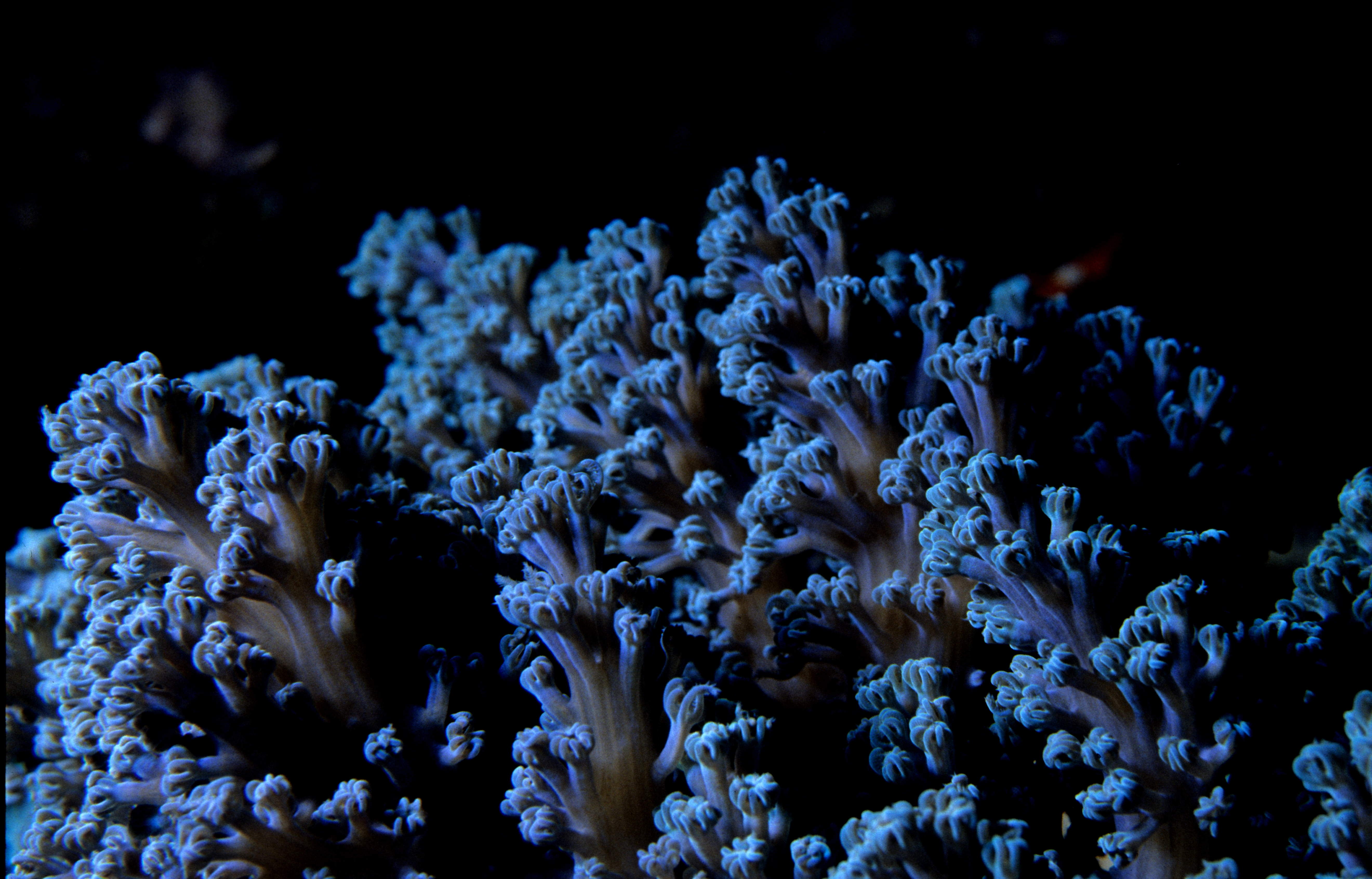
Cespitularia
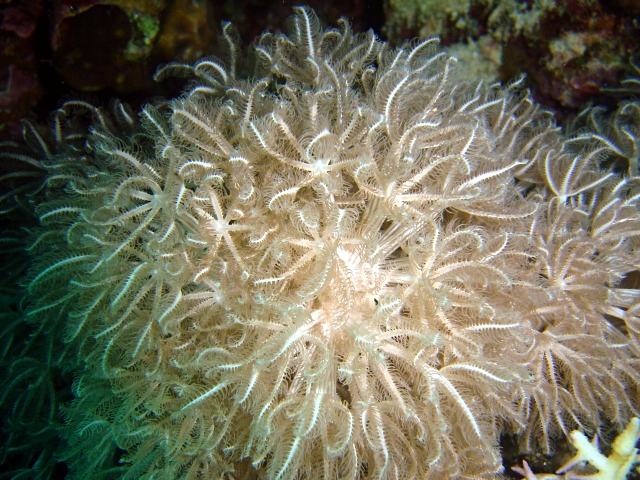
Anthelia glauca
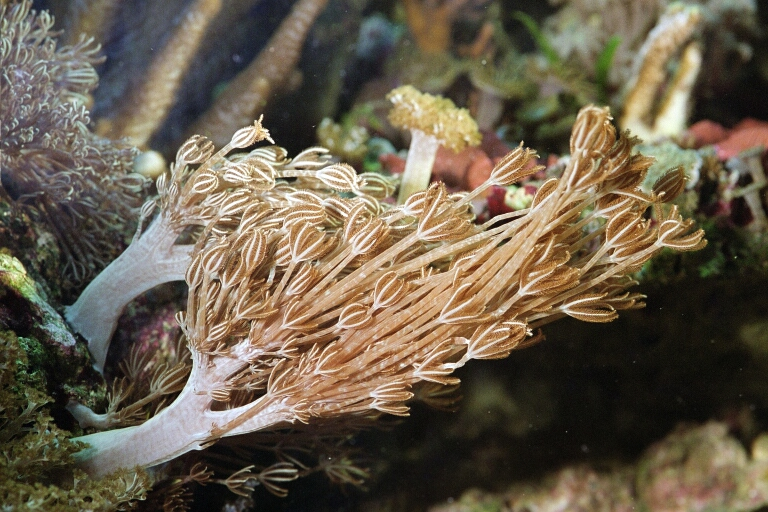
Xenia sp.
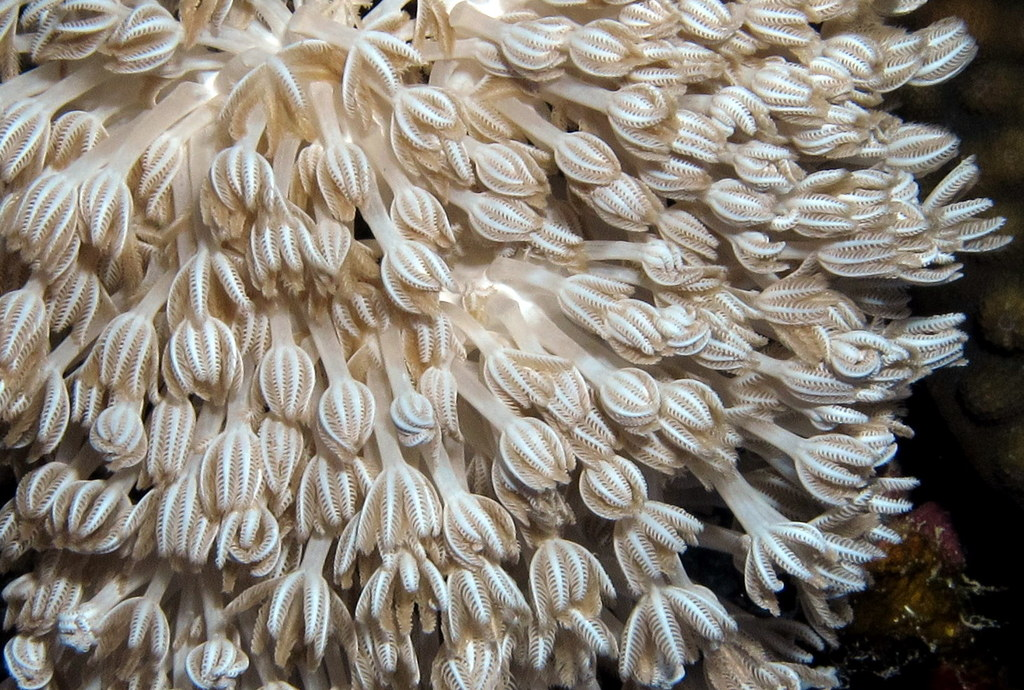
Heteroxenia fuscescens